# Mycetophila uncta
Mycetophila uncta är en tvåvingeart som beskrevs av Eberhard Plassmann 1999. Mycetophila uncta ingår i släktet Mycetophila och familjen svampmyggor.
Artens utbredningsområde är Sverige. Inga underarter finns listade i Catalogue of Life.